# Cotoneaster meyeri
Cotoneaster meyeri är en rosväxtart som beskrevs av Antonina Ivanovna Pojarkova. Cotoneaster meyeri ingår i släktet oxbär, och familjen rosväxter. Inga underarter finns listade i Catalogue of Life.